# 茶犬
茶犬是SEGA Toys與Horipro共同開發的「治癒系」角色。由「茶」與可愛的「狗」結合的友善角色。
取得商標註冊的是SEGA Toys。

## 誕生秘話
於2002年誕生，目的是為了替連日工作，累積疲勞及壓力的現代人緩解疲勞。

## 種類

### 茶犬
茶犬一共有7隻存在。
- 小綠 ：5月2日生日。主題為綠茶的綠茶犬。
- 小花 ：7月10日生日。 主題為花草茶（Herbal tea）的花茶犬。
- 阿爾 ：2月14日生日。 主題為格雷伯爵茶（Earl Grey）的紅茶犬。
- 小龍 ：5月26日生日。 主題為烏龍茶的烏龍茶犬。
- 恰伊 ：3月3日生日。 主題為東南亞奶茶的奶茶犬。
- 卡菲 ：10月7日生日。 主題為拿鐵咖啡的咖啡犬。
- 小姆 ：8月13日生日。 主題為麥茶的麥茶犬。

### 茶貓
茶貓是茶犬系列的次要角色。最初只有3隻，其後追加一隻，現在共4隻。
- 小櫻 ：6月5日生日。 主題為櫻花茶的櫻花茶貓。
- 小藍 ：11月12日生日。主題為薰衣草茶的薰衣草茶貓。
- 小茉 ：3月3日生日。 主題為茉莉花茶的茉莉花茶貓。
- 小蘇 ：10月3日生日。 主題為蕎麥茶的蕎麥茶貓。

### 茶犬Sweets
以FamilyMart的甜品活動的角色登場，是以與茶相配的甜品為主題的新朋友。
- 洛爾 ：2月6日生日。主題為瑞士卷蛋糕的瑞士卷（Swiss roll）犬
- 絲嘉（Scan） ：3月14日生日。糖果（Sweet Candy）犬
- 畢斯（Bis） 2月28日生日。夾心餅乾 （Biscuit)犬
- 唐納 ：10月1日生日。甜甜圈（Donut）犬
- 卡頓（Cotton） ：6月1日生日。棉花糖犬
- 蘇多（short） ：12月24日生日。主題為水果蛋糕（Shortcake）的草莓蛋糕犬
- 薯片 ：10月10日生日。主題為薯片（consommé Chips）的薯片犬
- 小昭（chou） ：5月4日生日。主題為忌廉泡芙（ cream）的泡芙犬
- 澤爾 ：4月23日生日。椒鹽卷餅犬
- 櫻桃 ：5月17日生日。櫻桃（cherry）犬
- 葡萄 ：11月20日生日。 葡萄（Grape）犬
- 橙 ：11月3日生日。 橙（Orange）犬
- 香蕉 ：8月7日生日。香蕉（Banana）犬
- 草苺 ：1月15日生日。草苺（Strawberry）犬
- 蒙布朗 ：9月9日生日。 蒙布朗犬

### 茶貓Sweets
- 皮諾絲嘉 ：1月29日生日。 波板糖（ペロペロキャンディ）貓
- 布丁 ：7月26日生日。布丁貓

### 新茶犬
- 魯：紅茶犬嬰兒
- 碧：綠茶犬嬰兒
- 薰：烏龍茶犬嬰兒

## 電視動畫
※3部作品皆是CS频道由KIDS Station播放，台灣由東森幼幼台2004年9月4日播放，代理商國際影業，主持人及旁白為楊千霈。

### 元氣小茶犬
元氣小茶犬是由2003年10月6日至2004年3月29日播放。
主題歌是由所唱的，結尾曲是，此曲模仿了有名的歌曲「採茶」。
標題一覽
此外，每集的最後，此有由負責旁白的Christelle Ciari所朗讀，根據每集內容所作的川柳。

### 元氣小茶犬心情故事
元氣小茶犬心情故事是由2006年1月16日至4月10日播放，故事背景為茶犬與人類一且生活的小鎮，旁白為伊藤かずえ。
主題歌是堀江美都子所唱的，結尾曲是森之木兒童合唱團所唱的。
話數列表

### 元氣小茶犬小綠故事
元氣小茶犬小綠故事是於2008年11月22日開始播放。お茶犬が「エコ」をテーマに考え、学び、行動する。
主題歌是YUKINA所唱的，結尾曲是大森真理子所唱的。
話數列表

## 玩具
由SEGA Toys發售。
由2007年7月開始發售茶犬Sweets的玩具。

## 遊戲
由エム・ティー・オー發售。
GBA
- 茶犬的房間（2003年12月19日發售）
- 茶犬轉轉樂園（2004年10月28日發售）
- 茶犬的夢冒險（2005年4月28日發售）
- 茶犬的冒險島 ～溫和的夢之島～（2005年12月22日發售）

NDS
- 茶犬的房間 DS（2006年4月27日發售）
- 茶犬的房間 DS2（2007年1月18日發售）
- 茶犬大冒險～夢想世界旅行～（2007年12月20日發售）
- 茶犬的房間 DS3（2008年5月22日發售）
- 茶犬大冒險2 ～夢想玩具箱～（2008年12月18日發售）
- 茶犬的房間 DS4（2009年11月26日發售）

3DS
- 茶犬樂相隨（預定2012年12月1日發售）

## 關連項目
- 爆炸狗
- 肉桂狗（曾有一段時期與茶犬打對台的角色）

## 外部連結
- （日語）茶犬的網頁（日本） （页面存档备份，存于）
- （日語）KIDS Station—動畫「茶犬」總合網站
- （日語）お茶犬「ほっ」とブログ（blog） （页面存档备份，存于）
- （中文）茶犬的網頁（香港／台灣／中國）
- （英文）Ocha-Ken (unofficial OchaKen website) （页面存档备份，存于）